# آناستازیا فیلنکو
آناستازیا فیلنکو (اوکراینی: Анастасія Філенко؛ زادهٔ ۱ نوامبر ۱۹۹۰) بازیکن فوتبال اهل اوکراین است.
وی همچنین در تیم ملی فوتبال زنان اوکراین بازی کرده‌است.